# Promyllantor
Promyllantor – rodzaj ryb promieniopłetwych z podrodziny Congrinae w obrębie rodziny kongerowatych (Congridae).

## Rozmieszczenie geograficzne
Do rodzaju należą gatunki występujące w wodach południowo-wschodniego Oceanu Atlantyckiego, Oceanu Indyjskiego i Oceanu Spokojnego.

## Morfologia
Długość ciała do 51,8 cm; brak danych dotyczących masy ciała.

## Systematyka
Rodzaj zdefiniował w 1890 roku brytyjski przyrodnik Alfred William Alcock w artykule poświęconym rybom głębinowym z Zatoki Bengalskiej i sąsiednich wód, odłowionych w latach 1885–1889 podczas rejsu statku badawczego „Investigator”, opublikowanym w czasopiśmie The Annals and magazine of natural history. Gatunkiem typowym jest (oznaczenie monotypowe) P. purpureus.

### Etymologia
- Promyllantor: łac. pro ‘zamiast, przed’; gr. μυλλον mullon ‘usta’; łac. przyrostek -tor ‘sprawca, wykonawca’[5].
- Bathycongrellus: gr. βαθυς bathus ‘głęboko’[6]; rodzaj Congrellus Ogilby, 1898. Gatunek typowy (oryginalne oznaczenie (również monotypowe)): Bathycongrellus adenensis Klausewitz, 1991.

### Podział systematyczny
Do rodzaju należą następujące gatunki:
- Promyllantor adenensis (Klausewitz, 1991)
- Promyllantor atlanticus Karmovskaya, 2006
- Promyllantor purpureus Alcock, 1890